# Анкарский палас
Анкарский палас (тур. Ankara Palas) — историческое здание, ныне используемое в качестве официального государственного гостевого дома в Анкаре, турецкой столице. Первоначально спроектированное как здание Министерства здравоохранения Турции, после завершения своего строительства в 1928 году оно использовалось в качестве гостиницы для депутатов Великого национального собрания Турции.
Проект здания в стиле первой турецкой национальной архитектуры (тур. Birinci Milli Mimari Akımı) был разработан в 1924 году архитектором Ведатом Теком (1873—1942). Однако, на каком-то этапе его строительство взял на себя Мимар Кемаледдин-бей (1870—1927), который 13 июля 1927 года умер на этой стройке. Здание в итоге было закончено в 1928 году.
Анкарский палас расположен в районе Улус напротив исторического здания первого Великого национального собрания, в котором ныне работает Музей Войны за независимость.
Анкарский палас представляет собой симметричное двухэтажное здание со скатной крышей и куполообразным центральным входом в окружении одинаковых башен.
В 1983 году Анкарский палас подвергся значительной реконструкции и заново открылся в качестве государственной гостиницы на 60 номеров с ресепшном, столовой, банкетным залом и чайной.